# Allersburg
Allersburg ist ein Gemeindeteil und eine Gemarkung der Gemeinde Hohenburg im Landkreis Amberg-Sulzbach.

## Geographie
Allersburg liegt nordwestlich von Hohenburg an der Staatsstraße 2235 (Hohenburg – Utzenhofen) im Lauterachtal im südlichen Ende des Landkreises Amberg-Sulzbach.

## Geschichte
Die erste urkundliche Nennung der Kirche in Allersburg stammt von 847 und 863 aus der Zeit des Regensburger Bischofs Erchanfried, der dem adeligen Priester David die Kirche zu Alarespurc übergibt; bereits damals war dies ein Pfarrsitz. Die Burg Allersburg war einer von zwei hochmittelalterlichen Adelssitzen im Ort, neben der Höhenburg auf dem Weinberg befand sich südöstlich im Tal der Lauterach die Wasserburg Alarasbach. Der Burgstall ist heute überbaut durch einen befestigten Friedhof und der Ortskirche Sankt Michael. Der Zwist um Allersburg dauerte Jahrhunderte und wurde erst 1602 bei einem umfassenden Ausgleich zwischen Herzog Philipp Ludwig und Bischof Wolfgang gelöst. Seit dieser Zeit war Allersburg zweigeteilt, wobei ein Teil dem bischöflichen Amt Hohenburg und der andere zu Pfalz-Neuburg gehörte. Mit der Säkularisation kam der Ort vollständig zu Bayern.
Die 1818 mit dem Gemeindeedikt im Königreich Bayern gebildete Landgemeinde Allersburg mit den Orten Allersburg und Malsbach gehörte zum Landkreis Neumarkt in der Oberpfalz. Im Zuge der Gebietsreform in Bayern wurde Allersburg am 1. Juli 1972 in die Gemeinde Hohenburg eingemeindet und wechselte damit auch den Landkreis.

## Sehenswürdigkeiten

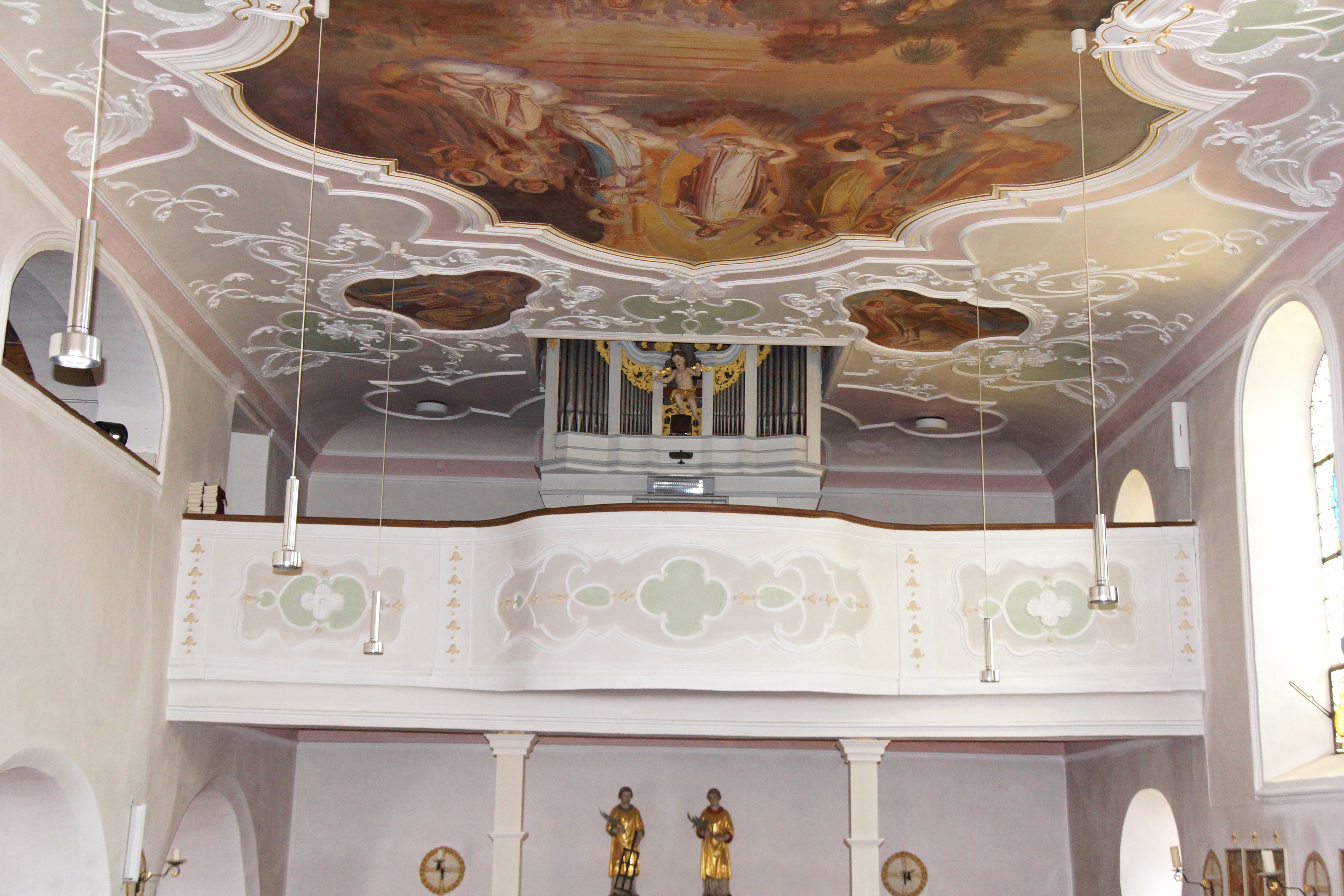
Die Empore der Pfarrkirche St. Michael

An Baudenkmalen sind im Ort die Pfarrkirche St. Michael mit Friedhof noch aus karolingischer Zeit (4 m hohe Wehrmauer), das ehemalige Pfarrhaus, die sogenannte. Schmalzmühle und zwei Wirtschaftsgebäude des ehem. Schlosses erhalten.
→ Liste der Baudenkmäler in Allersburg